# Chlorophthalmus ichthyandri
Chlorophthalmus ichthyandri is een straalvinnige vissensoort uit de familie van groenogen (Chlorophthalmidae). De wetenschappelijke naam van de soort is voor het eerst geldig gepubliceerd in 1986 door Kotlyar & Parin.